# 알바니아의 역사
이 문서는 알바니아의 역사를 기술한다.
기원전 2세기 초, 이 지역은 로마에 합병되어 달마티아, 마케도니아, 모에시아 수페리어의 로마 속주에 속하게 되었다. 그 후, 이 지역은 7세기 슬라브족의 이주가 있을 때까지 로마와 비잔틴의 지배를 받았다. 9세기에 불가리아 제국에 통합되었다.
중세 시대에 아르베르 공국과 중세 알바니아 왕국으로 알려진 시칠리아 연합이 수립되었다. 일부 지역은 베네치아와 나중에는 세르비아 제국 의 일부가 되었다. 14세기 중반에서 15세기 후반 사이에 현대 알바니아의 대부분은 알바니아 공국에 의해 지배되었고, 알바니아 공국은 오스만 제국의 급속한 침략에 함락되었다. 알바니아는 1912년까지 루멜리아 지방의 일부로 오스만 통치하에 있었으며, 18세기와 19세기에 자치 정신을 가진 알바니아 영주가 수립되면서 일부 중단이 있었다. 최초의 독립 알바니아 국가는 세르비아 왕국의 짧은 점령 후 알바니아 독립 선언에 의해 건국되었다. 알바니아 민족 의식의 형성은 19세기 후반으로 거슬러 올라가며 오스만 제국 하에서 민족주의가 부상한 더 큰 현상의 일부다.